# Universidad de Macerata
La Università degli Studi di Macerata es una universidad italiana con sede principal en Macerata.
Es constituida por las facultades de economía, jurisprudencia, letras y filosofía, ciencias de la comunicación, ciencias de la formación y ciencias políticas.

## Historia
Las primeras informaciones acerca de un curso de derecho tenido por Giulioso da Montegranaro en la ciudad de Macerata son del 1290. La oficialización de la institución viene el 1 de julio de 1540 de parte del papa Pablo III, entonces estaban presentes las facultades de teología, jurisprudencia, medicina y filosofía. Con el nacimiento del Reino de Italia fue suspendida la facultad de teología y dos años después, queda solo jurisprudencia que, entre estos años, había sido ampliada. En los primeros años después de la guerra  la universidad reencuentra un periodo de renacimiento que la llevará, en el 1964, a la apertura de la facultad de letras y filosofía y cinco años después, también ciencias políticas. En 1996 se agrega ciencias de la educación y el 2001 también la facultad de economía.

## Graduados honorarios
En los últimos años la Universidad concedió un grado honoris causa a las siguientes personalidades:
| Nombre                        | Materia                                | Año  |
| ----------------------------- | -------------------------------------- | ---- |
| Edgar Morin                   | Pedagogía                              | 2011 |
| Raniero Vinicio Cantalamessa  | Ciencias de la comunicación            | 2010 |
| Stefano Rodotà                | Ciencias políticas                     | 2010 |
| Gunther Teubner               | Jurisprudencia                         | 2009 |
| Pier Luigi Pizzi              | Ciencias del espectáculo               | 2008 |
| Pietro Rescigno               | Jurisprudencia                         | 2008 |
| Adolfo Guzzini                | Economía                               | 2007 |
| Warren T. Reich               | Filosofía teórica, moral y política    | 2007 |
| Joseph H. H. Weiler           | Jurisprudencia                         | 2007 |
| Michel Ostenc                 | Pedagogía y ciencias humanas           | 2007 |
| Alberto Zedda                 | Ciencias de la comunicación            | 2007 |
| Dante Ferretti                | Ciencias de la comunicación            | 2007 |
| Jean Blondel                  | Ciencias políticas                     | 2007 |
| Francesco Cesarini            | Economía                               | 2006 |
| Ulrich Beck                   | Jurisprudencia                         | 2006 |
| Bruno Simma                   | Jurisprudencia                         | 2006 |
| Philippe Robert               | Jurisprudencia                         | 2005 |
| Dacia Maraini                 | Ciencias de la comunicación            | 2005 |
| Bertram Schefold              | Ciencias políticas                     | 2005 |
| Gustavo Cocchini              | Economía                               | 2004 |
| Oscar Luigi Scalfaro          | Pedagogía                              | 2004 |
| Antonio Alberto Mazzi         | Pedagogía                              | 2004 |
| Lamberto Pigini               | Pedagogía                              | 2004 |
| Franco Moschini               | Economía                               | 2003 |
| Raul Zaffaroni                | Jurisprudencia                         | 2003 |
| Paolo Conte                   | Literatura moderna                     | 2003 |
| Sabino Cassese                | Ciencias de la administración          | 2002 |
| Mario Monicelli               | Ciencias de la comunicación            | 2001 |
| Umberto Cerroni               | Ciencias políticas                     | 2001 |
| Carlo Salvatori               | Ciencias políticas                     | 2001 |
| Wilson Harris                 | Lengua y literatura extranjera         | 1999 |
| Donald Neil MacCormick        | Jurisprudencia                         | 1998 |
| Maurice Aymard                | Jurisprudencia                         | 1998 |
| Lawrence M. Friedman          | Jurisprudencia                         | 1998 |
| Giovanni Bazoli               | Economía                               | 1997 |
| Antonio Fazio                 | Ciencias políticas                     | 1996 |
| Sergio Romano                 | Literatura                             | 1993 |
| Anatolij Aleksandrovic Sobcak | Jurisprudencia                         | 1992 |
| Giovanni Conso                | Ciencias políticas                     | 1992 |
| Vaclav Havel                  | Filosofía                              | 1990 |
| John Barth                    | Literatura                             | 1990 |
| Chinua Acheebe                | Lengua y literatura extranjera moderna | 1990 |
| Carlo Azeglio Ciampi          | Ciencias políticas                     | 1989 |
| Francesco Santoro Passarelli  | Ciencias políticas                     | 1989 |
| Niklas Luhmann                | Jurisprudencia                         | 1988 |
| Stephen Spender               | Literatura                             | 1988 |
| Ernesto Sabato                | Literatura                             | 1985 |